# 可撓性
可撓性（かとうせい）とは、物質の弾性変形のしやすさを示す。
一般的用法においては弾性を可撓性と見做し、ゴム状物質について「高弾性である」というような記述がなされる場合があるが、誤りである。弾性も「力を加えると変形する性質」を表す言葉であるが、弾性の大小を表す弾性率は値が大きいほど変形に要する力が大きくなるという意味である。従って、「弾性がある」と言った場合には「可撓性がある」と同義であるが、「高弾性である」と言った場合、むしろ「変形しにくい」「硬い」という意味になる。
可撓性と似た性質に靱性がある。